# Paula Santa
Paula Santa, verheiratete Paula Heller (* 14. Juni 1875 in Wien; verschollen nach dem 9. April 1942) war eine österreichische Opernsängerin (Sopran) und Gesangspädagogin.

## Leben
Santa wurde für die Bühne von Marianne Brandt ausgebildet und debütierte 1898 als Anna in Boieldieus Oper Die weiße Frau in Klagenfurt, wo sie ein Jahr blieb. Ab 1900 wirkte sie in Linz und wurde von 1901 bis 1903 nach Nürnberg engagiert, wo sie unter anderem die Titelrolle in der Oper Louise von Gustave Charpentier gab.
Von 1904 bis 1905 wirkte sie am Theater an der Wien und von 1906 bis 1907 am 1901 eröffneten Residenz-Theater Köln. Später gastierte sie von Wien aus und wirkte als Gesangspädagogin. Sie war mit dem Bariton Max Heller verheiratet.
Über ihren weiteren Lebensweg ist wenig bekannt. Während des Krieges wohnte sie in Wien-Währing in der Ferstelgasse 6/12.
Mit Transport 17 wurde sie von Wien aus am 9. April 1942 mit der Nummer 784 ins Ghetto Izbica nach Polen deportiert und dort später ermordet.